# Miodówko
Miodówko (deutsch Honigswalde) ist ein Ort in der polnischen Woiwodschaft Ermland-Masuren. Es gehört zur Gmina Stawiguda (Landgemeinde Stabigotten) im Powiat Olsztyński (Kreis Allenstein).

## Geographische Lage
Miodówko liegt am Honigswalder See (vor 1908 Mniodowko See, polnisch Jezioro Miodówko) im Westen der Woiwodschaft Ermland-Masuren, 16 Kilometer südwestlich der Kreis- und Woiwodschaftshauptstadt Olsztyn (deutsch Allenstein).

## Geschichte
Das frühere Mnidowko, Mniodowken, Miodowko und nach 1820 Mniodowko genannte Dorf wurde 1874 als Landgemeinde Teil des neu errichteten Amtsbezirks Grieslienen (polnisch Gryźliny) im ostpreußischen Kreis Allenstein, der bis 1945 bestand. Im Jahre 1861 zählte der Ort 195 Einwohner.
Am 27. April 1908 erfolgte die Umbenennung von Mniodowko in „Honigswalde“. Die offizielle Bekanntmachung lautete: „Des Königs Majestät haben mittels Allerhöchsten Erlasses vom 27. April d. Js. zu genehmigen geruht, daß der Name der im hiesigen Kreise liegenden Landgemeinde Mniodowko in ‚Honigswalde‘ umgeändert wird. Allenstein, den 25. Mai 1908. der Landrat“. Kurze Zeit später wird der Nachbarort Grünau (polnisch Zielonowo) nach Honigswalde eingemeindet.
Im Jahre 1910 waren in Honigswalde 273 Einwohner gemeldet. Ihre Zahl verringerte sich bis 1933 auf 267 und belief sich 1939 auf 269.
Im Jahre 1945 wurde in Kriegsfolge das gesamte südliche Ostpreußen an Polen abgetreten. Honigswalde erhielt die polnische Namensform „Miodówko“ und ist heute eine Ortschaft in der Landgemeinde Stawiguda (Stabigotten) im Powiat Olsztyński (Kreis Allenstein), von 1975 bis 1998 der Woiwodschaft Olsztyn, seither der Woiwodschaft Ermland-Masuren zugehörig.

## Kirche

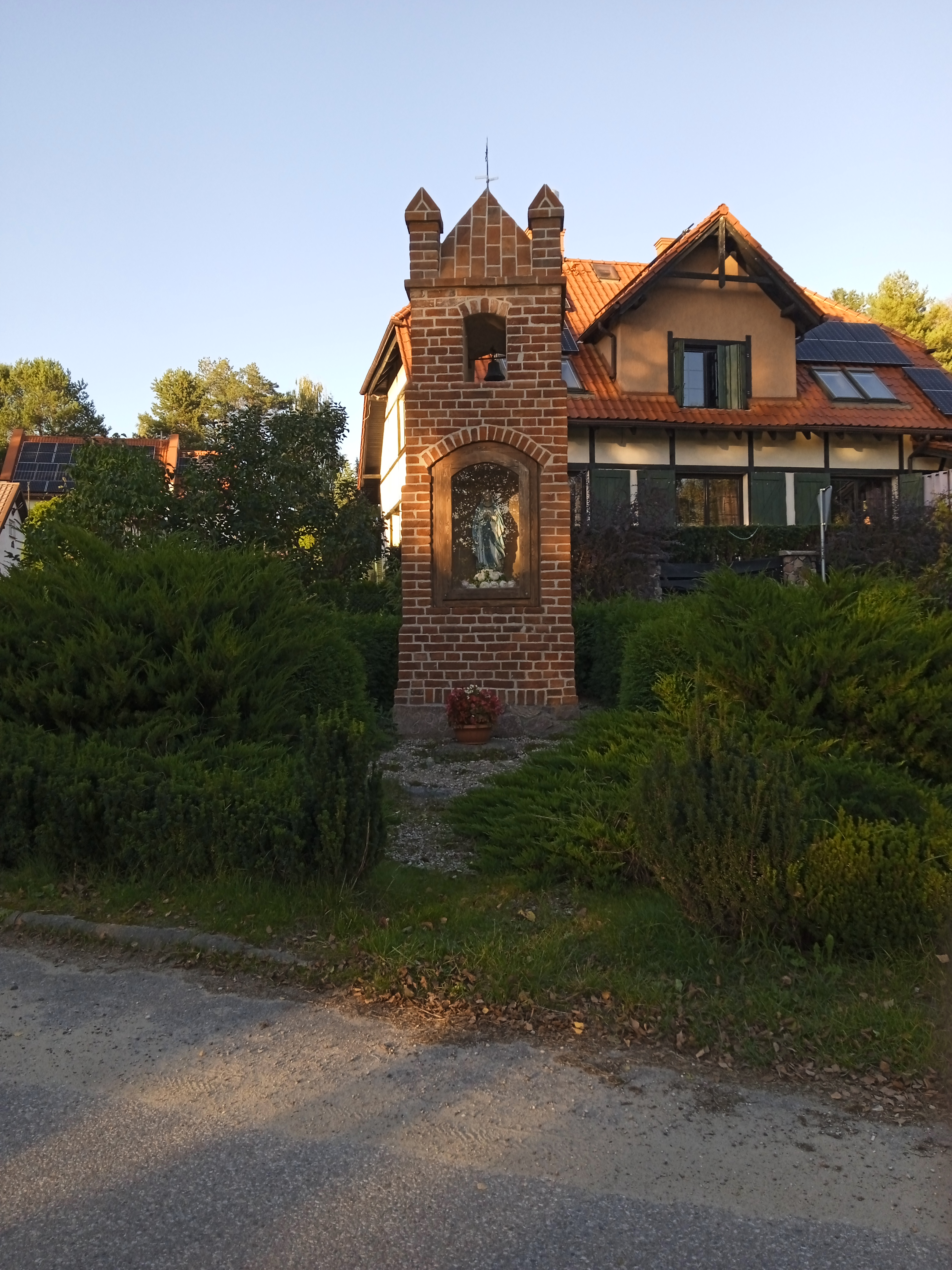
Bildstock in Miodówko

Bis 1945 war Mniodowko bzw. Honigswalde in die evangelische Kirche Allenstein in der Kirchenprovinz Ostpreußen der Kirche der Altpreußischen Union, außerdem in die römisch-katholische Kirche Grieslienen (polnisch Gryźliny) im damaligen Bistum Ermland eingepfarrt.
Die kirchlichen Bezüge bestehen auch heute: Miodówko gehört evangelischerseits zur Christus-Erlöser-Kirche Olsztyn, jetzt aber der Diözese Masuren der Evangelisch-Augsburgischen Kirche in Polen zugeordnet, außerdem katholischerseits zur Pfarrei Gryźliny, jetzt dem Erzbistum Ermland zugehörig.

## Verkehr
Miodówko liegt östlich der Schnellstraße 51, die über die Anschlussstellen Stawiguda bzw. Gryźliny zu erreichen ist. Die Schnellstraße verläuft parallel zur einstigen und durch Miodówko führenden polnischen Landesstraße 51, die einstmals die deutsche Reichsstraße 130 war. Eine von Mańki (Manchengut) kommende Nebenstraße endet außerdem in Miodówko.
Die nächste Bahnstation ist Stawiguda. Sie liegt an der PKP-Linie 216 Działdowo–Olsztyn (deutsch Soldau–Allenstein).